# ولاية جعلان بني بو حسن
ولاية جعلان بني بو حسن تقع ولاية جعلان بني بو حسن في محافظة جنوب الشرقية بسلطنة عمان في منطقة وسط من قطاع جعلان إذ يحدها من الشمال ولاية الكامل والوافي، وولاية صور من الشمال الشرقي، ومن الغرب ولاية بديه وولاية المضيبي، وولاية محوت من الجنوب الغربي، ومن الشرق ولاية جعلان بني بو علي وبحر العرب وهي تبعد عن العاصمة مسقط 300كم. وسكانها يتجاوزون 30 ألف نسمة تقريباً. ومن حيث المساحة فهي تعد أكبر ولاية في محافظة جنوب الشرقية، وثاني أكبر ولاية في محافظتي الشرقية ككل.

## التسمية
لغة: جعل الشيء: أخذه، والجعال والجعالة والجعل والجعيلة وتجمع على جعائل: اجر العامل أو ما يعطى للمحارب إذا حارب، وتأتي هنا بمعنى المكافأة هكذا في لسان العرب والمنجد. وهناك من يذكر أن مالك بن فهم الازدي عندما جاء إلى عمان في هجرة الازد المشهورة وجه اثنين من أبنائه إلى هذه المنطقة ووعدهما بأنها ستكون جعالة لمن يتمكن منها أولا أي مكافأة له.

## تاريخ نشأة الولاية
لقد ورد ذكر ولاية جعلان في فترة إمامة الإمام / المهنى بن جيفر اليحمدي من خلال رسالة وجهها إلى والي جعلان لإلقاء القبض على رجل يدعى وسيم بن جيفر من أرض المهرة  وقد عقدت الإمامة لهذا الامام في شهر رجب من عام 226هـ. ولكنني احسب أن تاريخ نشأة الولاية سابق لهذا التاريخ إذا ما علم أن العالم الجليل المنير بن النير بن مالك الجعلاني الذي شارك في تنصيب الإمام الجلندي بن مسعود في عام 131هـ باعتباره ممثلا لعلماء جعلان إلى جانب علمه وورعه ونزاهته وقدرته في الاختيار. ومن سيرته المشهوره التي بعث بها للإمام غسان بن عبد الله اليحمدي الذي تولى الإمامة في عام 192 هـ وقيادته لجيش جعلان في مواجهة محمد بن نور (والذي يطلق عليه العمانيون محمد بن بور نسبة إلى بوره وفسقه وما أرتكبه من جرائم بشعة) تحت لواء وقيادة الأمام عزان بن تميم، أي أن الولاية قامت مع قيام أول دولة مركزية للإمامة في عمان عام 131 هـجرية، ثم أنها أستمرت خاضعة لحكم الأئمة الذين توالوا على حكم عمان منذ ذلك التاريخ فكانت بذلك مشعل يضئ الطريق لمن اتبع الهدى ومركز من مراكز الإشعاع الديني والثقافي قي شرق عمان وما برحت جذوة العلم متلالئة في جنباتها.وعن كونها جعلان بني بو حسن فقد جاءت تسميتها نسبة لقبائل بني بوحسن التي تقطنها، وتقطن الولاية عدة قبائل مثل: المشرفي، والمطاعني، والصواعي، والشحيمي، والجابري، والراجحي والمسروري،  والمشايخي والشماخي والعويسي، والحسيني، والحسني والحارثي، والحنشي، والشكيلي والدرعي والبلوشي والدريعي والبطيني والجمري والساعدي ، ومن المعروف أن المشارفة هم أهل جعلان بني بوحسن الأصليين. 
ونسبة تسمية أولاد شمس الضحى تعود إلى المشارفة. 

## شخصيات تاريخية
هناك عدد من الشخصيات التاريخية في ولاية جعلان بني بو حسن منهم:
الشيخ: محمد بن سالم بن محمد ولد الهايف المشرفي 
- العالم الجليل المنير بن النير بن مالك الجعلاني
- الشيخ القاضي عبدالله بن سعيد بن عيسى السّمي
- الزعيم حمد بن مسلم بن حجي بن سعيد الحسني (حنوف)
- سعيد بن علي بن راشد الصايغ

## الجغرافيا
تقع منطقة جعلان بالمنطقة الشرقية، تحديدا في الحافة الجنوبية لجبال عمان بين خطي طول 59,00و59,30 وخطي عرض 22,00 و22,30. يحدها من الشمال ولاية الكامل والوافي، وولاية صور من الشمال الشرقي، ومن الغرب ولاية بديه وولاية المضيبي، وولاية محوت من الجنوب الغربي، ومن الشرق ولاية جعلان بني بو علي وبحر العرب. تبلغ مساحة ولاية جعلان بني بو حسن 12130كم2 تقريبا  وتعتبر بذلك أكبر ولايات جنوب الشرقية مساحة، وهي تتكون من سهل منبسط خصب في الوسط تحيط به رمال الشرقية والمعروفة احيانا برمال الوهيبه من الغرب والجنوب الغربي، ونهايات سلسلة جبال الحجر الشرقي البارزة من الشرق والشمال الشرقي وبحر العرب من الجنوب الشرقي والشمال الشرقي ايضا. وتعتبر أكثر ولايات جنوب الشرقية خصبا حيث تخترقها مجاري الاودية القادمة من ولايات إبراء والقابل وبدية عبر مسيلة البطحاء الشهيرة وكذلك من جبال الحجر الشرقي من وادي بني خالد وجبل قهوان التابع للولاية وسلاسل الجبال المحيطة به.

## الطبيعة
تتكون ولاية جعلان بني بو حسن من أربع بيئات طبيعية مرتبطة ببعضها البعض وهي: -
- السهل الخصيب

يقع هذه السهل في وسط الولاية ويعتبر مركز الولاية والمدينة الرئيسية لها حيث يعيش به أغلب السكان، 64% من عدد سكان الولاية، ويشتهر هذا السهل بخصوبتة لكثرة الإفلاج به والتي يعتمد عليها السكان في ري مزارع النخيل المنتشرة بكثافة خاصة على حواف مجاري الاودية، إذ تحيط به أربعة أودية رئيسية (إضافة إلى أودية محلية عديدة خاصة من الجبال الشرقية) تتجمع بعد ذلك في مجر واحد يمثل تحد كبير لسكان الولاية ثم يذهب متفرقا في أكثر من مجرى إلى بحر العرب.
- الييئة الرملية وشبة الصحراوية

تقع في الجانب الغربي من الولاية وتتكون من كثبان رمال عالية تماثل سلسلة جبال الحجر الشرقي من حيث الارتفاع والكثافة ولكنها تفوقها مساحة وتتخللها واحات عظيمة من أشجار الغاف الكثيفة التي تمتد لعدة كيلومترات، غنية مراعيها بالأعشاب فتكثر فيها الحياة البرية وتزدهر فيها مهنة الرعي لإبناء البادية الذين يعتبرونها مصدر دخلهم الرئيسي بل والوحيد احيانا، وهي مرتع الغزال العربي أو الرئم إلى جانب احتضانها لحوض مياه الشرقية الذي تم اكتشافة اخيرا والذي يعتبر أكبر مخزون للمياه في المنطقة وقد بداء العمل في استغلاله فعلا لتوفير المياه الصالحة للإستخدام البشري لمئات الالاف من سكان المنطقة.
- البيئة الصخرية

في الجانب الشرقي من الولاية تشرق الشمس على سلسلة جبلية تمتد إلى أكثر من 15 كم يتوسطها ]]جبل قهوان]] الذي ترتفع أعلى قمة فيه إلى 1386 متر، ولا يخفي ما لهذا الجبل من أهمية تاريخية واقتصادية حيث يوجد به مقطع صخري ظاهر يصل عمر الصخور فية أكثر من 800 مليون سنة وهو المقطع الوحيد الظاهر في السلطنة. يعيش في جبل قهوان الوعل العربي الذي أوشك على الانقراض ويتواجد حاليا في سلطنة عمان فقط في ثلاث مواقع هي وادي السرين وولاية نخل إلى جانب جبل قهوان في جعلان، ويعود سبب تكاثره في هذا الجبل لاحتوائه على مجموعة وافره من الاعشاب التي تأمن لهذا الحيوان غذاء وفيرا وحصناً أميناً إلى جانب احتوائة على ما يقارب 36 مورد مائي من عيون واودية وتجمعات مائية في الجيوب الصخرية.
- البيئة البحرية

في الجزء الشمالي الشرقي والجزء الجنوبي تطل الولاية على بحر العرب والمحيط الهندي الذي وصلت من خلاله الرسالة الربانية الخالـدة (الإسلام) إلى العالمين في أعالي البحار وماورائها – أينما حلوا ووجدوا – وتشتهر هذه السواحل إلى جانب ذلك بوفرة في مصائدها وتنوعها. حيث يعمل جميع السكان على هذه الشواطئ في مهنة الصيد ذات المردود العالي ولن نبالغ إذا قلنا أن أعلى دخل للفرد في هذه الولاية إنما هو دخل الصيادين لتوفر هذا البحر على ثروات سمكية كبيرة ومتنوعة ترفد الدخل القومي للسلطنة بنسبة لابأس بها إذ يفيض ناتج المصيد عن الاستهلاك المحلي لسكان الولاية والولايات المجاورة فيتم تصديره إلى أغلب الولايات العمانية ومن ثم إلى دول الخليج العربي وإلى عدد من الدول العربية الاخرى وإلى الدول الاسيوية والأوروبية والأمريكية بصورة مباشرة من خلال الصيادين أنفسهم أو بواسطة شركات الاسماك المتخصصة العديدة.

وتتألف بيئتها الأساسية من الشواطئ الصخرية والرملية وبعض الخيران، وتنتشر مستعمرات الشعاب المرجانية في بعض تلك الشواطئ الصخرية، وهي تعتبر ملاذاً لعدد هائل من مختلف أنواع الكائنات البحرية. ومن الجدير بالذكر انه تم رصد بعض حالات لتعشيش السلاحف الخضراء في منطقة (قرون) الأمر الذي يجعل لهذه الشواطئ أهمية على المستوى الوطني والإقليمي لتأمين إستمرارية حياة وبقاء هذا النوع من السلاحف المهددة بالانقراض والتي تتخذ من شبه جزيرة رأس الحد مركزاً لتعشيشها.

## الجبال
تشتمل ولاية جعلان بني بو حسن على الكثير من الجبال ولعل أهمها جبل قهوان الذي جاءت تسميتة نسبة لحيوان الوعل العربي الذي يعيش به ويسمى بـ «قهوان» إذا أكمل من العمر خمس سنوات، وأسماء هذه الجبال كالتالـي:
1. جبل قهـوان
2. جبل دمــاء
3. جبل مصـاوي
4. جبل أبو حليفـة
5. جبل الصخـام (الفحم)
6. جبل عقيبــة
7. جبل الميـاح
8. جبل الجحلـة
9. جبل الجريــف
10. جبل تــال
11. جبل المتناطحيـن
12. جبل الضحـاة
13. جبل الملاحـي
14. جبل الحائريــة
15. جبل الساجــه
16. جبل قـرن عمـران
17. جبل فقــاره
18. جبل المنـاف
19. جبل مليــدغ
20. جبل أبو صريمـه
21. جبل الخطــم
22. جبل القــطار
23. جبل الجرفــه
24. جبل أبو سميــره
25. جبل البليــدة
26. جبل اللتيمــة
27. جبل قليعـة
28. جبل قــرون
29. جبل القلعــة
30. جبل المطانــب

## المحميات
يوجد في ولاية جعلان بني بو حسن محمية جبل قهوان.

## السكان
حسب آخر إحصائيات التعداد الذي أجرته وزارة الاقتصاد الوطني لعام 2003م بلغ عدد سكان الولاية (25.717) مزعيين على النحو التالي:-
عدد السكان العمانيين 23.158 (11.678 ذكور 11.480 إناث) بينما بلغ عدد الوافدين 2.559 (2.096 ذكور 463 إناث).

## القرى
يبلغ عدد القرى والمناطق التابعة لولاية جعلان بني بو حسن (197) قرية ومنطقة.

## الدين
يعتنق سكان جعلان بني بو حسن الدين الإسلامي. ويوجد بها أكثر من 200 مسجد أهمها مسجد السلطان قابوس.

## العمران
تعتبر الحصون من أكثر الأماكن التي يأوي إليها الناس وقت الحرب للأمن من الأعداء ودرء شرهم وصد الخطر عن حياة السكان وحمايتهم، لذا كثرت في سلطنة عمان، وتحديداً في جعلان بني بو حسن. ويبنى الحصن عادة من الأحجار المرجانية والجص والخشب، بارتفاع يتراوح بين 10 إلى 15 متراً، ويتكون من باب سفلي داخلي يقود إلى سلم يؤدي إلى طوابق عدة، ويتواجد فيها الحرس من أجل المراقبة والدفاع، حيث تحتوي جدرانها على فتحات ضيقة موزعة على محيطها من أجل الرمي والترصد بالمعاينة، وكذلك توجد أبراج للمراقبة والاستطلاع والاستكشاف للدفاع عن المنطقة من جميع الجهات. ويوجد في جعلان بني بو حسن 12 حصن، و 3 أبراج وهي: 
الحصون: 
- حصن (المحيول)
- حصن الخويسة
- حصن الصوبارة
- حصن التل
- حصن المشايخ
- حصن مخيزنات
- حصن شحيمات (المشارفة)
- حصن فليج المفاهية
- حصن العمار
- حصن عين وشيلة
- حصن سيارية
- حصن العسكري
- الأبراج:
- برج البومة
- برج الصفرة
- برج الدك

## الترفيه والمهرجانات
تم تدشين المشروع السياحي (تجوال عمان) والذي أخذت خلاله ولاية جعلان بني بو حسن نصيباً وافراً من اللمحة السياحية والذي نظمه شؤون البلاط السلطاني وقد طاف الفرسان المشاركون وعددهم 110 فرسان وفارسات من السلطنة وفرنسا والولايات المتحدة الأمريكية وألمانيا وإيطاليا وبلجيكا وهولندا وسويسرا بعبور رمال الشرقية من الشمال إلى الجنوب بطول 180 كلم على خمس مراحل، ومن المتوقع أن يضع هذا الحدث السلطنة على خارطة الوجهات العالمية الأبرز لمغامرات الفروسية على مستوى العالم.جريدة عمان

## الرياضة
- نادي جعلان
- فريق المنجرد
- فريق الغنيمية
- فريق اتحاد حدراء
- فريق الحصن
- فريق التضامن
- فريق الصقر
- فريق قهوان
- فريق التعاون
- فريق الشباب
- فريق المرصد

## السياحة
تمتلك ولاية جعلان بني بو حسن مجموعة من المقومات السياحية والإمكانيات التي يمكن استغلالها على أسس علمية حيث تتنوع طبيعتها الجغرافية كما تتوافر بها سبل الراحة للرواد من المواطنين والسائحين مما يجعلها منطقة جذابة.. وحكم الجغرافيا كانت الولاية أكثر حظا في مقوماتها السياحية ويتضح ذلك مما يلي:-
1. الشريط الساحلي
2. الشريط الجبلي
3. الواحة النهرية
4. البيئة الصحراوية

## أبراج جعلان بني بو حسن
```
تعد أبراج ولاية جعلان بني بوحسن بمحافظة جنوب الشرقية من أقدم المعالم العمرانية والتاريخية بالولاية والتي مازالت حاضرة وشامخة تحكي أصالة الماضي التليد ويبلغ عددها أكثر من 21 برجاً تتوزع في جميع أرجاء الولاية.
```

وللأبراج أنظمة وقوانين كونها تعد مرصًدا دفاعًيا من مراصد الولاية وهي مواقع لحماية الولاية من الحروب في الماضي ويطلق على كل منها اسم يميزه عن غيره ومنها برج (الستين) و (الصفرة) و (المرصد).
وتظهر الأبراج التي شيدت فوق الجبال والصخور براعة الإنسان العماني وخصائص المعمار العماني الفريد، وقد بنيت بالحجارة المثبتة بخليط من الطين الذي يعطيها صلابة ومتانة أكبر كما تعد مادة الطين أداة أساسية في بناء البيوت والقلاع والحصون والأبراج لكونها مادة عازلة للحرارة في فصل الصيف وتبعث على الدفء في فصل الشتاء، وشيدت الأبراج في أماكن عالية يستطيع الشخص منها التعرف على ما يجرى اسفلها، وتحتوي واجهات الأبراج على نوافذ صغيرة.
ولهذه الأبراج حكايات وتاريخ قديم يرويه الأجداد في التاريخ العماني اذ شيدت نتيجة لظروف معينة، وجعلت كتحصينات دفاعية وللحماية من الأخطار، وتتنوع المعالم التاريخية في ولاية جعلان بني بوحسن بمحافظة جنوب الشرقية التي يحدها من الجنوب ولاية جعلان بني بوعلي ومن ناحية الشمال ولاية الكامل والوافي ومن الغرب ولاية بدية في محافظة شمال الشرقية.
ومن أهم القلاع الموجودة بالولاية (قلعة أولاد مرشد) و (قلعة الفليج) و (قلعة أولاد سيف المنذري)و حصن العسكري و40 مسجًدا قديمًا والكثير من الأبراج من أهمها «برج الصفرة» الذي يعد من أقدم الأبراج التاريخية في جعلان وأشهرها، وقد أطلق عليه هذا الاسم نسبة إلى المكان الذي بنُي فيه وهو منطقة الصفرة، وتم بناء البرج على جبل يرتفع حوالي 200 متر عن سطح الأرض وهو مواكب لبرج (المرصد) الذي يقع في الجهة الجنوبية من الولاية، والذي بناه أهالي جعلان بنى بو حسن قبل مئات السنين. وبني برج الصفرة من الجص والحجر وجذوع النخيل التي استخدمت كذلك في تنفيذ أسقفه ويبلغ ارتفاعه حوالي عشرة أمتار، ويزيد من ارتفاع البرج انه بنُي في قمة جبل ليكون أعلى أبراج الولاية، ويعطي مسافة للمراقبة تصل حوالي 12 كيلو متراً.
ويتكون البرج من طابقين ودروازة (جدار السطح) زودت بشرفات ويفصل بين هذه الطبقات (مداميك) حجرية وهو عبارة عن مبنى مستدير يستدق كلما ارتفع إلى أعلى ولم يطل بالجص لعدم الحاجة إليه في هذا المكان البعيد وليكون عنصراً دفاعيا فقط بعيدا عن النواحي الجمالية.
ويتضمن البرج العديد من العناصر الدفاعية كالمرامي الدائرية الصغيرة (قطرها 5 سم) تستخدم لأغراض الرمي والمراقبة والمرامي المثلثة المائلة إلى الأسفل التي تستخدم لإطلاق النار.
ويصعد الحراس إلى هذا البرج بواسطة حبل يتدلى من فتحة مستطيلة الشكل تقع في الطبقة الثانية من الجهة الغربية، ويبلغ سمك جدرانه حوالي 35 سم ومحيط البرج من الأسفل يصل إلى 40 ,18م، وقد بنيت له مسانيد من الأسفل في الجهة الشمالية، وبالقرب منه يوجد موقع حرق الجص الذي استخدم في البناء.
ومن الأبراج التي توجد بجعلان بني بوحسن (برج المريبي) ويقع في بلدة المريبي إلى الغرب من جعلان القديمة، وقد بناه الاهالي في الخمسينيات من القرن الماضي لغرض حماية ومراقبة حدود الولاية من جهة الغرب ويقع وسط مساحات شاسعة من الأراضي الزراعيـة، وقد تم بناء البرج على شكل مستدير وله قاعدة عريضة كلما ارتفع تميل جدرانه إلى الداخل (يستدق) ويبلغ ارتفاعه حوالي 14 مترًا، ومحيط قاعدته من الأسفل يبلغ قطره 15,03 م.
أما (برج الشمس) فيقع في وسط الولاية، شرق بلدة (الغنيمية) وعلى نفس خط سير سور الولاية الشرقي، وقد بناه أهالي الولاية قبل مئات السنين لغرض المراقبة وتوفير الحماية من الجهة الشرقية، وتم بناؤه من الحجر والجص والآجر بشكل مستدير ويستدق كلما ارتفع إلى أعلى ويصل ارتفاعه إلى حوالي 10 أمتار ويتكون من ثلاث طبقات يفصل بين كل منها صفوف من أحجار الوادي وألواح حجرية تلف هيكل البرج بأكمله.
وتكون الطبقة الأولى متساوية عدا أحجار بارزة إلى الخارج في الجانب الغربي من البرج يتم الصعود من خلالها إلى الفتحة التي تقع في الطبقة الثانية، كما وضعت أسفل الألواح الحجرية مرامي مثلثة الشكل عددها 16، أما في الطبقة الثانية فقد وضعت فيها فتحة طولية مستطيلة الشكل 80 × 50 سم وتعتبر المدخل الرئيسي للبرج ومن خلالها يتضح سمك جدران البرج الذي يقدر بحوالي 40سم.
وتتواجد بهذه الطبقة في الجانبين الجنوبي والشرقي والجانب الشمالي فتحات معقودة واسعة من الخارج وضيقة من الداخل، كما يوجد بها العديد من المرامي الدائرية الصغيرة التي يصل قطرها إلى 5سم، أما الطبقة الثالثة والأخيرة فتنتهي بشرفات من الأعلى عددها 16 شرفة توجد في الناحية الجنوبية الشرقية وهي متلاصقة وتتضمن العديد من المرامي الصغيرة .
تتنوع المعالم الطبيعية في الولاية، لعل أهمها جبل قهوان ضمن جبال الحجر الشرقي الذي تقرر اعتماده محمية طبيعية للطهـر العربي النادر، بالإضافة إلى عدة عيون، ومجموعة أفلاج. كما تنتشر كهوف عدة في جبل قهوان، كانت تستخدم في ما مضى لإقامة سكان المنطقة الجبلية وحفظ قـوتهم وحيواناتهم عند اشتداد الرياح والعواصف والأمطار.
تختلف حـرف سكان الولاية باختلاف معالمها التضاريسية، فحيث تكون الأرض خصبة يزاولون الزراعة، في حين يحـترف سكان البادية رعي الأغنام والإبل.. علاوة على ذلك، ثمة بعض الصناعات التقليدية يمارسها السكان عمومًا، كالشمارة التي تشمل جل المشغولات الجلدية، وصياغة الحلي والخناجر، والفخاريات التي تشكل الأودية الغربية للولاية مصدراً لمادتها الخام

## المجلس البلدي
شكل أول مجلس بلدي في جعلان بني بو حسن عام ١٩٨٠م وذلك بعد إنشاء البلدية عام ١٩٧٩م. وقد ضم المجلس عدد من الأعضاء وهم:
- سعيد بن محمد الصواعي
- حمد بن سالم الشحيمي
- سالم بن عبد الله الحنشي
- خميس بن حميد المطاعني
- سليمان بن حمد الصواعي
- علي بن ساعد المشايخي
- عبد الله بن مبروك الصواعي
- سالم بن علي الصواعي
- عبد الله بن سعيد الجابري
- عبد الله بن سالم المسروري
- سالم بن حمد الحارثي
- مسلم بن عبد الله الجابري